# Gavi (nogometaš)
Pablo Martín Páez Gavira, poznatiji kao Gavi (Los Palacios y Villafranca, 5. kolovoza 2004.) španjolski je nogometaš koji igra na poziciji veznog. Trenutačno igra za Barcelonu.

## Klupska karijera

### Rana karijera
Gavi je rođen u andaluzijskom mjestu Los Palacios y Villafranca. Svoju nogometnu karijeru započeo je u mjesnom klubu zvanom La Liara Balompié za koji je igrao od 2010. do 2012. Potom je proveo dvije godine igrajući za omladinske selekcije Real Betisa.

### Barcelona
Kao jedanaestogodišnjak potpisao je za Barcelonu 2015.
Za Barcelonu B debitirao je 21. veljače 2021. u utakmici protiv kluba L'Hospitalet koji je poražen s visokih 6:0.
Za prvu momčad Barcelone debitirao je 29. kolovoza 2021. kada je Barcelona dobila Getafe 2:1 u utakmici La Lige. Svoj prvi klupski pogodak postigao je 18. prosinca u ligaškoj utakmici protiv Elchea koji je izgubio 3:2.

## Reprezentativna karijera
Za Španjolsku je debitirao 6. listopada 2021. u polufinalnoj utakmici UEFA Lige nacija 2020./21. te je time postao najmlađi reprezentativac Španjolske u povijesti. Četiri dana kasnije igrao je u u finalu tog natjecanja u kojem je Španjolska izgubila 1:2 od Francuske. Dana 5. lipnja 2022. Gavi je postigao svoj prvi reprezentativni pogodak i to u utakmici UEFA Lige nacija 2022./23. protiv Češke koja je završila 2:2. Time je postao najmlađi strijelac u povijesti španjolske reprezentacije.

## Priznanja

### Individualna
- Trofej Kopa: 2022.[14]
- Zlatni dječak: 2022.[15]
- Član IFFHS-ove najbolje momčadi svijeta do 20 godina: 2022.[16]
- Član IFFHS-ove najbolje momčadi Europe do 20 godina: 2022.[17]
- Trofeo Aldo Rovira: 2021./22.[18]

### Klupska
Barcelona
- La Liga: 2022./23.[19]
- Supercopa de España: 2022./23.[20]

### Reprezentativna
Španjolska
- UEFA Liga nacija: 2020./21. (finalist),[21] 2022./23. (prvak)

## Vanjske poveznice
- Profil, BDFutbol (engl.)
- Gavi, LaPreferente.com  (šp.)